# Conselho Real do Reino do Congo
O Conselho Real do Reino do Congo (em congo:  Ne Mbanda-Mbanda  ou  Mbanda Mbanda  que significa "o topo do topo") foi um órgão governamental de oficiais e nobres do Reino do Congo do século XV ao XVII. Em teoria, o rei não podia declarar guerra, marcar ou nomear, e abrir ou fechar estradas sem o consentimento deste conselho.

## Divisões do Conselho
O reino foi governado em conjunto pelo Mwene Kongo e pelo conselho real, conhecido como o ne mbanda-mbanda. Era composto por doze membros dividido em três grupos. Um grupo eram os burocratas, outro os eleitores e um último os matronas. Os altos funcionários escolhiam o Manicongo ou rei que serviria a vida toda após a sua escolha. Os eleitores variaram com o tempo, e provavelmente nunca houve uma lista completamente fixa; pelo contrário, altos funcionários que exerceram o poder o fizeram. Muitos reis tentaram escolher seu sucessor, nem sempre com sucesso.

## Cargos Burocráticos
Esses quatro cargos não eleitos eram compostos por Mwene Lumbo (senhor do palácio / major-domo), Mfila Ntu  (conselheiro / primeiro-ministro mais confiável), Mwene Vangu-Vangu (senhor de atos ou ações / sumo juiz, particularmente em casos de adultério) e Mwene Bampa (tesoureiro).  Todos esses quatro são nomeados pelo rei e exercem grande influência nas operações diárias da corte.

### Eleitores
Outros quatro conselheiros trabalharam para eleger o rei e também para ocupar cargos importantes. Os eleitores são compostos pelo Mwene Vunda (senhor de Vunda, um pequeno território ao norte da capital, com obrigações principalmente religiosas, que lidera os eleitores), o Mwene Mbata (senhor da província de Mbata, diretamente a leste da capital e administrado pelo Nsaka Lau Canda, que fornece a Grande Esposa do rei), Mwene Soyo (senhor da província do Soyo, a oeste de a capital e historicamente a província mais rica, por ser o único porto e ter acesso ao sal) e um quarto eleitor, provavelmente o Mwene Mbamba (senhor da província de Mbamba ao sul da capital e capitão-geral dos exércitos). A Mwene Vunda foi nomeada pelo rei pelo Nsaku ne Vunda Canda. O Mwene Mbata foi nominalmente confirmado pelo rei do Nsaku Lau Canda. O Mwene Soyo foi nomeado pelo rei Da Silva Canda. O Mwene Mbamba foi nomeado pelo rei de qualquer lugar que ele desejasse, mas geralmente era uma relação familiar próxima. Esses quatro homens elegeram o rei, enquanto Mwene Vunda e Mwene Mbata desempenharam papéis cruciais na coroação.

### Matronas
Por fim, o conselho continha quatro mulheres com grande influência no conselho. Eles eram liderados por Mwene Nzimba Mpungu, uma rainha-mãe, geralmente sendo a tia paterna do rei. A próxima mulher mais poderosa foi Mwene Mbanda, Grande Esposa do rei, escolhida entre o Nsaku Lau Canda. Os outros dois postos foram dados para as próximas mulheres mais importantes do reino, como viúvas rainhas viúvas ou matriarcas das antigas candas reinantes.